# 张马屯站
张马屯站（建设时工程名为工业北路站）是济南轨道交通3号线的地铁车站，位于中华人民共和国山东省济南市历城区王舍人街道工业北路与奥体中路交叉口地下，2019年12月28日投入运营。

## 车站构造
本站位于工业北路与奥体中路交叉口西侧，为地下二层岛式标准站，沿工业北路路东西向布置。工业北路规划红线宽度为70m，奥体中路规划红线宽度为60m。站址周边
现状主要为山东正元汽车城、张马河、东都尚城小区、在建山东鸿腾国际大酒店等；周边规划以商业、居住、绿地、水域为主。
本站为标准地下二层岛式车站。车站地下一层为站厅层，地下二层为为站台层，有效站台宽度为11m。

## 设计
张马屯站主体颜色为橙黄色，站厅层的公共艺术品是以济南工业发展为主要内容。
站内的艺术品构图中既展现了济南的传统工业区，又融入了电子、人工智能等新科技元素，寓意济南新型工业产业正为这座城市增添力量。

## 出入口

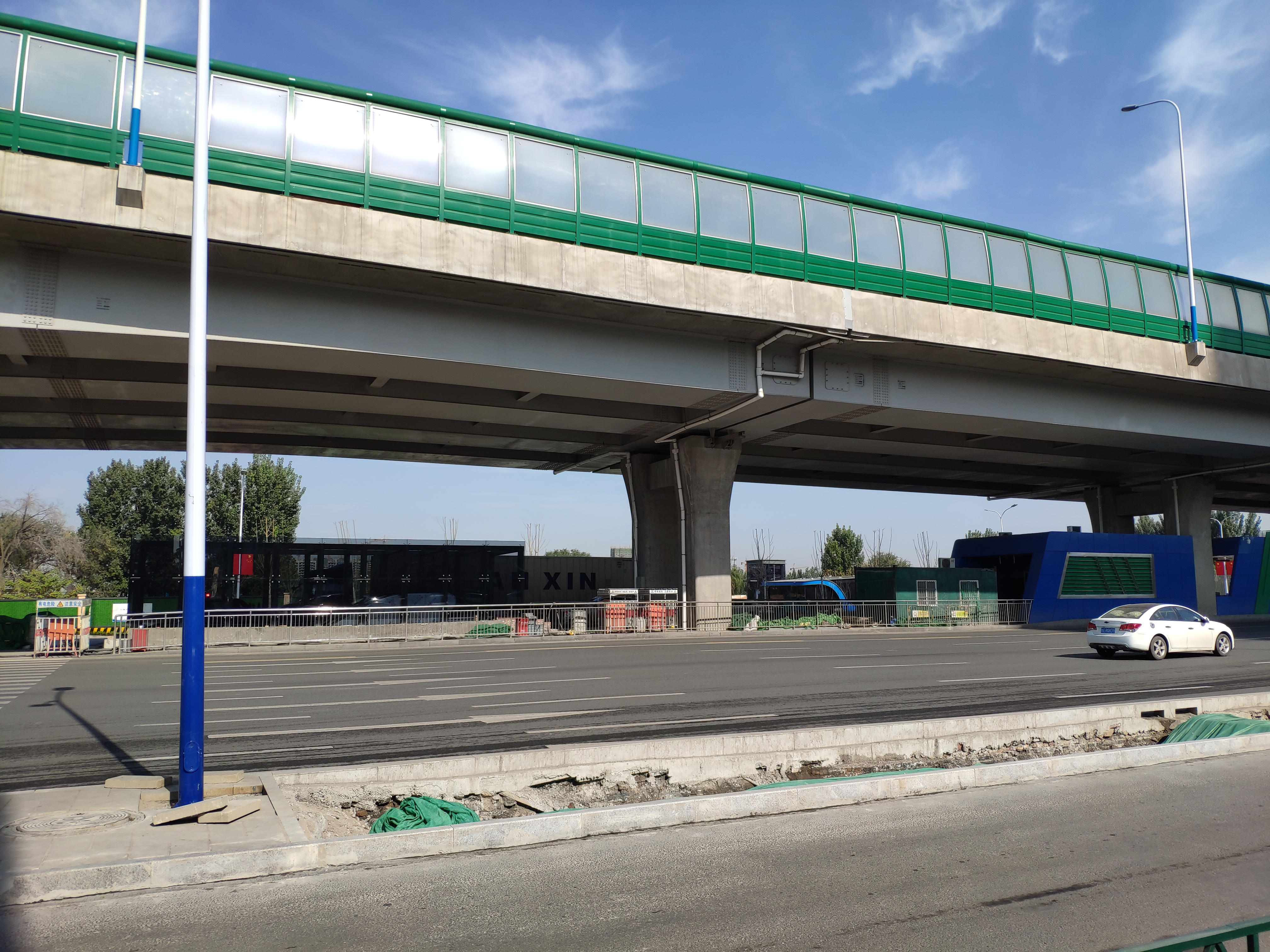
张马屯站和王舍人站与BRT站设置了换乘通道。图中右侧为BRT出入口。

车站共设置4个出入口。
| 編號                  | 指示                                  | 照片 |
| --------------------- | ------------------------------------- | ---- |
| 出口 · A              | 奥体西路与工业北路交叉口西北角        |      |
| 出口 · B · 升降机标志 | 奥体西路与工业北路交叉口东北角        |      |
| BRT公交换乘口         | 工业北路路中，BRT地铁张马屯公交站西侧 |      |
| 出口 · D              | 奥体西路与工业北路交叉口西南角        |      |
| 註： 設有             |                                       |      |

### 临近地点
- 济南市历城区城乡交通运输局
- 鸿腾国际大酒店
- 山东师范大学附属中学（幸福柳校区）
- 大辛小学
- 东都国际广场
- 济钢张马屯小区
- 东都尚城